# Jaap Rabbie
Jacob Max (Jaap) Rabbie (Haarlem, 04 oktober 1927 – Utrecht, 29 juni 2013) was een Nederlands sociaal psycholoog en hoogleraar aan de Universiteit Utrecht.

## Professionele levensloop
Jaap Rabbie studeerde in 1954 af aan de Universiteit van Amsterdam in de sociale psychologie en promoveerde op 16 juni 1961 aan de Yale-universiteit in New Haven, Connecticut (Verenigde Staten), op het proefschrift Factors influencing the magnitude and direction of affiliative tendencies under stress. Vanaf 1965 bleef hij zijn hele verdere professionele leven verbonden aan de Rijksuniversiteit Utrecht (nu Universiteit Utrecht), tot hij in 1992 met emeritaat ging. Hij was lector toegepaste sociale psychologie tot 1968 en daarna respectievelijk hoogleraar toegepaste sociale psychologie (1968-1987), hoogleraar experimentele sociale psychologie en organisatiepsychologie (1987-1989) en hoogleraar sociale psychologie, in het bijzonder de experimentele sociale psychologie (1989-1992).
Op 14 februari 1993 heeft Rabbie officieel zijn wetenschappelijke activiteiten op de Universiteit Utrecht beëindigd met een afscheidsrede onder de titel “Groepsagressie in het laboratorium”.
Jaap Rabbie was hét gezicht van het onderzoek naar intergroepsrelaties in de sociale psychologie in Nederland. Hij was een van de oprichters van de European Association of Social Psychology (EASP). In de jaren 80 van de vorige eeuw heeft hij contact gelegd met psychologen in diverse landen in Centraal-Europa, waaronder Polen, waar toen nog communistische regimes heersten. Hij heeft geholpen om het werk van deze psychologen bekend te maken in de rest van Europa.

## Werk
Het werk van Rabbie gaat vooral over agressie tussen individuen en groepen en over intergroepsrelaties. In zijn onderzoek is hij nagegaan onder welke voorwaarden een verzameling individuen zich ontwikkelt tot een sociale groep, en welke gevolgen deze ontwikkeling heeft voor de relatie binnen en tussen groepen. Hij trachtte factoren en processen te identificeren die verder kunnen bijdragen tot groepsvorming, variërend van de effecten van loutere categorisering, ervaring van een gemeenschappelijk lot en doelafhankelijkheid: de mate waarin mensen zich van elkaar afhankelijk voelen voor het bereiken van een gemeenschappelijk doel.
Hij heeft veel onderzoek gedaan naar positieve sociale identificatie met de eigen groep en naar de behoefte om onderscheid te maken tussen de eigen en andere relevante vergelijkingsgroepen. Ook heeft hij de gevolgen van groepsvorming onderzocht op de neiging van mensen zich coöperatief of competitief te gedragen zowel binnen als tussen groepen. Daarbij zijn twee belangrijke theoretische modellen getoetst waarmee een antwoord op deze vragen kan worden gevonden: de Sociale Identiteits Theorie (SIT) van Henri Tajfel en John Turner en het Interdependentie Perspectief gebaseerd op de ideeën van Kurt Lewin en verder ontwikkeld door Rabbie en zijn medewerkers in Utrecht.
Rabbie en M. Horwitz hebben in 1969 als eersten een experimentele setting beschreven en toegepast waarbij op basis van een triviaal criterium (bijv. een munt werpen) mensen worden ingedeeld in twee categorieën om vervolgens hun gedrag jegens de eigen en de andere categorie waar te nemen en te meten. Die setting, het Minimale Groepsparadigma genaamd (MGP), werd vervolgens in honderden studies door veel onderzoekers gebruikt.
Het was niet alleen methodologisch innovatief. Het paradigma heeft ook belangrijke nieuwe inzichten doen verschaffen in de natuur van groepsidentiteit en intergroepsconflict door basale psychologische processen bloot te stellen die geassocieerd zijn met de vorming van een sociale groep. Resultaten van die studies hebben bijgedragen aan het beter begrijpen van echte conflicten tussen bijvoorbeeld etnische of religieuze groepen en daardoor aan het bepalen van maatschappelijke voorwaarden die nodig zijn om de conflicten te voorkomen. 
In 1996 ontving Rabbie de Henri Tajfel Award van de European Association of Social Psychology als erkenning voor een onderscheidende levenslange prestatie in de sociale psychologie.
In de woorden van Philip Zimbardo en Wolfgang Stroebe was Jaap Rabbie “een toegewijde en gepassioneerde onderzoeker, bereid zaken recht te zetten ook wanneer dat betekende tegen de huidige stroming in te gaan.

## Publicaties (selectie)
Jaap Rabbie is auteur en medeauteur van tientallen tijdschriftartikelen (onder meer in Journal of Personality and Social Psychology, European Journal of Social Psychology, Journal of Abnormal and Social Psychology, International Journal of Group Tensions) en boekhoofdstukken.
- Rabbie, J. M. (1963). Differential preference for companionship under threat. Journal of Abnormal and Social Psychology, 67, 586-592.
- Rabbie, J. M. (1982a). The effects of intergroup competition on intragroup and intergroup relationships. In V.J. Derlega & J. Grzelak (Eds.), Cooperation and helping behavior: Theories and research (pp. 123–149). New York: Academic Press.
- Rabbie, J. M. (1982b, September). Are groups more aggressive than individuals? Invited keynote address (The Henry Tajfel Lecture) presented at the annual conference of the Social Psychology Section of the British Psychological Society.
- Rabbie, J. M. (1987). Armed conflicts: Toward a behavioral interaction model. In J. von Wright, K. Helkama, & A. M. Pirtilla-Backman (Eds.), European psychologists for peace-Proceedings of the Congress in Helsinki, 1986.
- Rabbie, J. M. (1989). Group processes as stimulants of aggression. In J. Groebel & R. H. Hinde (Eds.), Aggression and war: Their biological and social bases (pp. 141-155). Cambridge, England: Cambridge University Press.
- Rabbie, J. M. (1991a). A behavioral interaction model: A theoretical framework for studying terrorism. Terrorism and Political Violence, 3(4), 133–162.
- Rabbie, J. M. (1991b). Instrumental intra-group cooperation. In J. Groebel & R. H. Hinde (Eds.), Pro-social behavior, altruism and cooperation (pp. 238-260). Cambridge, England: Cambridge University Press.
- Rabbie, J. M. (1992). Effects of intra-group cooperation and intergroup competition on ingroup outgroup differentiation. In A. Harcourt & F. de Waal (Eds.), Cooperation in conflict: Coalitions and alliances in animals and humans (pp. 175-205). Oxford, England: Oxford University Press.
- Rabbie, J. M. (1993a). A behavioral interaction model: Towards an integrative framework for studying intra-and intergroup relations. In K. Larson (Ed.), Conflict and social psychology (pp. 86-108). Beverly Hills, CA: PRIO/Sage.
- Rabbie, J. M. (1993b). Determinants of ingroup cohesion and outgroup hostility. International Journal of Group Tensions, 23(4), 309–328.
- Rabbie, J. M. (1998). Is there a discontinuity or a reciprocity effect in cooperation and competition between individuals and groups?, European Journal of Social Psychology, 28, 4, (483-507).
- Rabbie, J. M., & Bekkers, F.(1976). Threatened leadership and intergroup competition. European Journal of Social Psychology, 31, 269-283.
- Rabbie, J. M., Benoist, F., Oosterbaan, H., & Visser, L. (1974). Differential power and effects of expected competitive and cooperative intergroup interaction on intra-group and outgroup attitudes. Journal of Personality and Social Psychology, 30, 46-56.
- Rabbie, J. M., & de Brey, J. H. C. (1971). The anticipation of intergroup cooperation and competition under private and public conditions. International Journal of Group Tensions, 1, 230-252.
- Rabbie, J. M., Goldenbeld, C., & Lodewijkx, H. F. M. (1992). Sex differences in conflict and aggression in individual and group settings. In K. Björquist & P. Niemellä (Eds.), Of mice and women: Aspects of female aggression (pp. 217-228). New York: Academic Press.
- Rabbie, J. M., & Horwitz, M. (1969). The arousal of ingroup-outgroup bias by a chance win or loss. Journal of Personality and Social Psychology, 13, 269–277.   Rabbie, J. M., & Horwitz, M. (1988). Categories versus groups as explanatory concepts in intergroup relations. European Journal of Social Psychology, 18, 117–123.
- Rabbie, J. M., & Huygen, K. (1974). Internal disagreements and their effects on attitudes towards in- and outgroup. International Journal of Group Tensions, 4, 222–246.
- Rabbie, J. M., & Lodewijkx, H. (1985). The enhancement of competition and aggression in individuals and groups. In F. L. Denmark (Ed.), Social/ecological psychology and the psychology of women (pp. 177-187). Amsterdam: North-Holland.
- Rabbie, J. M., & Lodewijkx, H. (1987). Individual and group aggression. Current Research on Peace and Violence, 2-3, 91-101.
- Rabbie, J. M., & Lodewijkx, H. F. M. (1991a). Aggressive reactions to social injustice by individuals and groups: Toward a behavioral interaction model. In R. Vermunt & H. Steensma (Eds.), Social justice in human relations (Vol. 1, pp. 279-309). New York: Plenum.
- Rabbie, J. M., & Lodewijkx, H. F. M. (1994). Conflict and aggression: An individual-group continuum. In B. Markovski, K. Heimer, & J. O'Brien (Eds.), Advances in group processes (Vol. 11, pp. 139–174). Greenwich, CT: JAI.
- Rabbie, J. M., & Lodewijkx, H. F. M. (1995). Aggressive reactions to social injustice by individuals and groups as a function of social norms, gender and anonymity. Social Justice Research, 8(1), 7-40.
- Rabbie, J. M., & Schot, J. C. (1990). Group behaviour in the minimal group paradigm: Fact or fiction? In P. J. D. Drenth, J. A. Sergeant, & R. J. Takens (Eds.), European perspectives in psychology (Vol. 3, pp. 251-263). Chichester, England: Wiley.
- Rabbie, J. M., Schot, J. C., & Visser, L. (1989). Social identity theory: A conceptual and empirical critique from the perspective of a behavioural interaction model, European Journal of Social Psychology, 19, 171-202.
- Rabbie, J. M., & Visser, L. (1972). Bargaining strength and group polarization in intergroup relations. European Journal of Social Psychology, 4, 401-416.
- Rabbie, J. M., Visser, L., & van Oostrum, J. (1982). Conflict behaviour of individuals, dyads and triads in mixed-motive games. In H. Brandstätter, J. H. Davis, & G. Stocker-Kreichgauer (Eds.), Group decision-making (pp. 315-343). London: Academic Press.
- Rabbie, J. M., Visser, L., & Vernooy, L. (1976). Uncertainty of the environment, differentiation and influence distribution in university departments. Nederlands Tijdschrift voor de Psychologie, 31, 285–303.
- Rabbie, J. M., & van Oostrum, J. (1984). Environmental uncertainty, power and effectiveness in laboratory organizations. In C. M. Stephenson & J. H. Davis (Eds.), Progress in applied social psychology (pp. 207-261). London: Wiley.
- Rabbie, J. M., & Wilkens, G. (1971). Intergroup competition and its effect on intragroup and intergroup relations. European Journal of Social Psychology, 1, 215-234.